# Izobraževalni strip
Izobraževalni strip. Definicija: »Z izobraževalnim stripom lahko otroci spoznajo zgodovino, matematiko, biologijo… in se ob tem zabavajo.« 
Po izgledu se izobraževalni in klasični stripi ne razlikujeta. Izobraževaleni strip je definiran enako, to je: zgodba, prikazana z zaporedjem slik in z besedilom navadno v oblačkih, kot vsak klasični strip. Tovrstna stripa se razlikujeta predvsem v namenu. Z izobraževalnim stripom želimo predvsem nekaj sporočiti, naučiti, utrditi in zadostiti praktičnemu namenu. Medtem, ko je namen klasičnega stripa razvedrilo in zabava.

## Prednosti izobraževalnih stripov

#### Motivacija
Brajša (1995) dodaja, da so lahko le motivirani učenci uspešni učenci in samo motivirani učitelji uspešni učitelji. In ravno ti se zavidajo dejstva, da je le motivacija tista, ki spreminja proces poučevanja v proces učenja. Moč zgodbe v slikah ni stvar sodobne teorije ampak je moč antično dokazane resnice. Preden človek razmisli napisane besede, jih s pomočjo slik že občuti in podoživi.

#### Vizualizacija
Slike in besedilo sestavljata skupaj neko zgodbo.Prepletanje vizualne in pisne oblike je primerno za različne učne potrebe učencev. Določeni témi s pomočjo stripov dodamo bolj natančen oris oziroma bolj realen pogled. Rezultat prepletanja tovrstnih oblik je bolj intimna in čustvena povezava med otroki in stripovskimi junaki. 

#### Stalnost
Čas v stripu napreduje le tako hitro kot bralec premika oči iz strani na stran. Hitrost s katero se prenaša informacije je popolnoma odvisna od bralca in jo tudi sam določa. Torej vizualna stalnost je ena bistvenih lastnosti in prednosti stripa.

#### Posrednik
Veliko učiteljev in raznih avtorjev potrjuje, da je strip smotrno uporabljati kot posrednik v neko zahtevnejšo učno vsebino. Tako dobi učenec vpogled v témo. Postavijo se mu različna vprašanja, katere lahko s pomočjo učitelja ter sošolci pokomentirajo in razrešijo. Učence je možno na tak način privesti do lastnih ugotovitev in razvijati njihovo kritičnost.

#### Popularnost
Učitelji lahko uvedejo moderno kulturo v svoje učilnice enostavno in učinkovito preko stripov. Stripi so bili pomemben del ameriške popularne kulture v zadnjem stoletju. Zanimiv tak strip je strip Pedro and Me, ki govori o prijateljstvu navkljub bolezni aids. S pomočjo takih stripov lahko učitelji s strani socialnega vidika vodijo svoje učence k sodobnemu načinu življenja mitov in vrednot ter raznemu razmišljanju